# Baden-Württemberg
Baden-Württemberg (alemanski: Baade-Wiirdebäärg) je savezna pokrajina u jugozapadnom dijelu Njemačke. Glavni grad ove pokrajine je Stuttgart. Graniči s pokrajinama Porajnjem-Falačkom, Hessenom i Bavarskom, zatim sa švicarskim kantonima Basel, Basel (okrug), Aargau, Schaffhausen, Thurgau i Zürich te s Elzasom u Francuskoj.

## Povijest

### Pretpovijest
Prvi ozbiljniji ulazak u povijest ovoga područja počinje rimskim osvajanjem u razdoblju od 70. do 150. godine n.e., a nastavlja se izgonom Rimljana od strane pobunjenih Alemana od 260. godine. Franačko carstvo je pokorilo Alemanne između 496. i 746. i nastala su dva vojvodstva, Franačko i Švapsko. Raspad tih dvaju vojvodstava do 13. stoljeća doveo je do ekstremnog teritorijalnog usitnjavanja na stotine malih grofovija, nezavisnih gradova, crkvenih područja ili čak viteških sela. Do obrnutog procesa došlo je tek u vrijeme Napoleonskih ratova. Kad je taj proces ujedinjavanja završio, na području su postojala još samo tri teritorija: Württemberg, Baden i Hohenzollern, te grad Wimpfen kao hessenska eksklava.

### Stvaranje Jugozapadne pokrajine
Po završetku Drugog svjetskog rata sjeverni dijelovi bili su dio američke a južni francuske okupacijske zone. Vojne vlasti okupacijskih zona su na tom području osnovale tri područja, koja su zatim, osnivanjem Savezne Republike Njemačke 23. svibnja 1949. proglašena saveznim pokrajinama.
Njemački ustav je tri pokrajine obvezao na dogovor o novom oblikovanju pokrajina i to tako da se ili ujedine u jednu, Jugozapadnu pokrajinu ili na način kako je bilo do 1945. godine. Kako se tri pokrajine nisu mogle dogovoriti, saveznim zakonom su 1951. oblikovana 4 izborna područja za referendum stanovništva o tom pitanju. 
Referendum je održan krajem 1951. Konačan je rezultat, zbog načina kako su glasovi pojedinih područja vrednovani, bio za ujedinjenje u jednu pokrajinu. Da se referendum vrednovao zajedno za sva 4 izborna područja, rezultat bi bio 52% protiv ujedinjenja, pa su neki tvrdili da se radilo o uspješno izvedenom "izbornom inženjeringu".

### Osnivanje pokrajine
Na temelju provedenog referenduma u travnju 1952. osnovana je Savezna pokrajina Baden-Württemberg. Ovaj je naziv bio predviđen kao prijelazno rješenje, ali se u međuvremenu uobičajio i prihvaćen je kao trajno ime. 
Protivnici novog teritorijalnog uređenja još su ranije pokrenuli ustavnu tužbu protiv načina vrednovanja glasova na referendumu, i 1956. njemački je Ustavni sud odlučio da model glasovanja nije u dovoljnoj mjeri uzeo u obzir volju biračkog tijela Badena, i odredio na tom području ponavljanje referenduma. Birači su u međuvremenu prihvatili novu organizaciju pa je rezultat bio 81,9% za jedinstvenu pokrajinu.

## Religija
Ova savezna država je vjerski podijeljena. Gotovo podjednak je broj rimokatolika i protestanata, s tim da katolika ima nešto više.
Katolička pastva pripada nadbiskupijama Freiburg i Rottenburg-Stuttgart dok protestanti pripadaju pod Evangeličku crkvu Badena te Evangeličku-luteransku crkvu Württemberga.

## Grb i zastava
| Veliki grb | Mali grb | Zastava | Zastava s velikom grbu  | Zastava s malom grbu  |
| Veliki grb | Mali grb | Zastava | Zastava s velikim grbom | Zastava s malim grbom |

## Administrativna podjela

### Gradovi
| BAD | Baden-Baden          |
| FR  | Freiburg im Breisgau |
| HD  | Heidelberg           |

| HN | Heilbronn |
| KA | Karlsruhe |
| MA | Mannheim  |

| PF | Pforzheim |
| S  | Stuttgart |
| UL | Ulm       |

### Okruzi
| UL  | Alb-Donau-Kreis          |
| BC  | Biberach                 |
| BB  | Böblingen                |
| FN  | Bodenseekreis            |
| FR  | Breisgau-Hochschwarzwald |
| CW  | Calw                     |
| EM  | Emmendingen              |
| PF  | Enzkreis                 |
| ES  | Esslingen                |
| FDS | Freudenstadt             |
| GP  | Göppingen                |
| HDH | Heidenheim               |

| HN  | Heilbronn             |
| KÜN | Hohenlohekreis        |
| KA  | Karlsruhe             |
| KN  | Konstanz              |
| LÖ  | Lörrach               |
| LB  | Ludwigsburg           |
| TBB | Main-Tauber-Kreis     |
| MOS | Neckar-Odenwald-Kreis |
| OG  | Ortenaukreis          |
| AA  | Ostalbkreis           |
| RA  | Rastatt               |
| RV  | Ravensburg            |

| WN  | Rems-Murr-Kreis        |
| RT  | Reutlingen             |
| HD  | Rhein-Neckar-Kreis     |
| RW  | Rottweil               |
| SHA | Schwäbisch Hall        |
| VS  | Schwarzwald-Baar-Kreis |
| SIG | Sigmaringen            |
| TÜ  | Tübingen               |
| TUT | Tuttlingen             |
| WT  | Waldshut               |
| BL  | Zollernalbkreis        |

## Politika
Vladu Baden-Württemberga čine ministar-predsjednik, ministri, državni tajnici i počasni državni savjetnici.
Pokrajina je tradicionalno konzervativna, ali i liberalni FDP, a u zadnje vrijeme je i Savez 90/Zeleni dobio na značaju. Osim u razdoblju 1952/1953., kad je ministar-predsjednik bio član DPV (Demokratische Volkspartei, stranke prethodnice FDP-a) te u vrijeme Velike koalicije kada su u vlasti sudjelovali i članovi SPD-a, vlast je u poslijeratnom razdoblju držao CDU.
Tijekom 90-tih su u Skupštini pokrajine bili zastupljeni i republikanci. Promjenom stranke jednog zastupnika, u Skupštini je od 1. srpnja do 17. listopada 2005. bila je zastupljena i WASG.

## Gospodarstvo
Baden-Württemberg je središte automobilske industrije (Daimler AG, Porsche, Robert Bosch, Mercedes-Benz) sa sjedištima u Stuttgartu, Sindelfingenu, Neckarsulmu, Mannheimu, Rastattu, Gaggenauu i Ulmu. U pokrajini je s velikim brojem tvrtki zastupljena i strojarska industrija. Ranije je, osobito u Schwarzwaldu, bila značajno zastupljena i precizna mehanika, naročito proizvodnja satova, a kasnije elektronika za zabavnu industriju, kao i tekstilna industrija koja se nalazila, a postoji i danas (npr. Hugo Boss), uglavnom u Švapskoj Juri. Usto, u Mannheimu je druga po veličini europska riječna luka. U Oberrheinu i Karlsruheu se nalazi najveća rafinerija nafte u Njemačkoj, a u Walldorfu je najveća softverska tvrtka u Europi (SAP AG).
U ovoj su pokrajini i dvije atomske centrale, u Philippsburgu i Neckarwestheimu. Treća, u Obrigheimu, zaustavljena je 2005.

## Kultura
Od 1978. se održavaju Domovinski dani Baden-Württemberga.

## Vanjske poveznice
- Službene stranice Baden-Württemberga